# Толидо
Толи́до (англ. Toledo) — город в штате Огайо (США) с населением 287 208 жителей по данным переписи 2010 года. Располагается в северно-западной части Огайо в пограничной со штатом Мичиган территории. Город Толидо является центром метрополии округа Лукас с общей численностью населения 441 815 человек (2010).

## История
Район был впервые заселён европейскими переселенцами в 1794 году, после битвы при Фоллен Тимберс, состоявшейся между индейскими племенами и легионом армии США на территории ныне расположенной в пригороде современного Толидо. Исторически город начал развиваться как портовый центр, соединяющий речной путь по реке Моми и её каналам с акваторией Великих Озёр. Во второй половине XIX века с созданием сети железных дорог в США Толидо превратился в крупный железнодорожный центр Среднего Запада, что послужило колоссальным толчком для развития промышленности в Толидо. Особенную известность приобрели предприятия стекольной промышленности, которые стали инноваторами в производстве стекла на то время. Так, например, 15 января 1936 года первое здание в мире, полностью покрытое стеклом, было построено в Толидо для компании Оуэнс-Иллинойс. Другой крупной отраслью, развивавшейся в Толидо, были предприятия автомобильной промышленности, включая мануфактуру Виллис-Оверлэнд, принадлежащую создателю автомобилей Джип Уиллис.

## География
Город расположен на западном побережье озера Эри возле устья реки Моми (англ. Maumee). Местность к югу от города известна как Большое Чёрное болото (англ. Great Black Swamp), которое было осушено в конце XIX века и дало обильные ресурсы для развития сельского хозяйства в этом районе. Сам же город находится в полосе, известной как Oak Openings Region — песчаной саванне с дубовыми рощами. И болото, и песчаные саванны — остатки акватории и берегов древнего постледникового озера Моми (англ. Maumee), которое со временем приобрело современные очертания в виде озера Эри.

## Экономика
В городе, по состоянию на 2010 год, размещаются штаб-квартиры трёх компаний, входящих в список Fortune 500: Оуэнс Корнинг — мирового лидера по производству стекловолокна, Оуэнс Иллинойс — производителя стеклянной тары, одного из мировых лидеров упаковочных продуктов, и Дана Корпорэйшн — производителя автомобильных деталей.
В городе размещаются производственные мощности Крайслера, где производятся автомобили серии Jeep, и Дженерал Моторс.
В Толидо размещается Университет Толидо. Помимо него в пригороде Боулинг Грин находится Государственный Университет Боулинг Грина.
В городе расположен музей искусств.

## Транспорт

### Железнодорожный транспорт
Пассажирские перевозки железнодорожным транспортом через Толидо обеспечивает компания «Амтрак», осуществляющая ежедневные рейсы поездами Capitol Limited на линии Чикаго — Вашингтон и Lake Shore Limited на линии Нью-Йорк/Бостон — Чикаго.

### Воздушный транспорт
Воздушное сообщение Толидо обеспечивает непосредственно аэропорт «Толидо Экспресс» (англ. Toledo Express Airport) с ежедневными рейсами в Чикаго и Детройт, а также международный аэропорт «Детройт Метро» (англ. Detroit Metropolitan Airport), находящийся в 55 километрах к северу от Толидо.

## Спорт
Толидо является своего рода «столицей вольной борьбы» — семнадцать раз город принимал Кубок мира по вольной борьбе. Город также родным домом для бейсбольного клуба Толидо Мад Хенс, выступающего в Международной лиге, второй по силе бейсбольной лиге Северной Америки, и хоккейного клуба Толидо Уоллай, выступающего в третьей по силе лиге ECHL.

## Города-побратимы
- Дельменхорст, Германия
- Лондрина, Бразилия
- Познань, Польша
- Сегед, Венгрия
- Танга, Танзания
- Толедо, Испания
- Циньхуандао, Китай
- Томск, Россия

### Города-партнёры
- Баня-Лука, Босния
- Лондон, пров. Онтарио, Канада
- Никополь, Украина
- Пхохан, Южная Корея